# 南城街道 (阿克苏市)
南城街道，是中华人民共和国新疆维吾尔自治区阿克苏地区阿克苏市下辖的一个乡镇级行政单位。

## 行政区划
南城街道下辖以下地区：
古勒阿瓦提社区、铁热克买里社区、托万克巴扎巴格社区和火车站社区。